# Debby Ryan
Deborah Ann "Debby" Ryan (Huntsville, Alabama, 13 de maig de 1993) és una cantant i actriu estatunidenca.
Començà la seva filmografia el 2007 fent papers d'extra en Barney, després la van contractar per a treballar en The Longshots com Edith. En l'any 2008 Debby va ser contractada, per a interpretar el paper de Bailey Pickett en la nova sèrie original de Disney Channel "Zack i Cody Bessons a bord" The Suite Life on Deck. Protagonitzada per "Dylan i Cole Sprouse" reemplaçant a Ashley Tisdale, el personatge de Debby es converteix en la companya de cabina de "London Tipton" al llarg de tota la travessa del creuer S.S Tipton al voltant del món. Ella àdhuc no s'ha adonat que Cody (Cole Sprouse) està enamorat d'ella. Va actuar en la sèrie de Disney "Jessie".